# 紀元前715年
紀元前715年（きげんぜん715ねん）は、西暦（ローマ暦）による年。紀元前1世紀の共和政ローマ末期以降の古代ローマにおいては、ローマ建国紀元39年として知られていた。紀年法として西暦（キリスト紀元）がヨーロッパで広く普及した中世時代初期以降、この年は紀元前715年と表記されるのが一般的となった。

## 他の紀年法
- 干支 : 丙寅
- 中国
  - 周 - 桓王5年
  - 魯 - 隠公8年
  - 斉 - 釐公16年
  - 晋 - 哀侯3年
  - 秦 - 寧公元年
  - 楚 - 武王26年
  - 宋 - 殤公5年
  - 衛 - 宣公4年
  - 陳 - 桓公30年
  - 蔡 - 宣侯35年
  - 曹 - 桓公42年
  - 鄭 - 荘公29年
  - 燕 - 繆侯14年
- 朝鮮
  - 檀紀1619年
- ユダヤ暦 : 3046年 - 3047年

## できごと

### 中国
- 宋の殤公と衛の宣公が垂で非公式に会合した。
- 宋の殤公・斉の釐公・衛の宣公が瓦屋で会盟した。
- 魯の隠公と莒の大夫が浮来で会盟した。

## 死去
- 蔡の宣侯
- 魯の無駭（中国語版）